# Weihnachtsoratorium (Wetz)
Ein Weihnachtsoratorium auf alt-deutsche Gedichte op. 53 gehört zu den bedeutendsten Kompositionen von Richard Wetz und ist gleichzeitig dessen umfangreichstes chorsinfonisches Werk.

## Werkgeschichte
Die Entstehung seines Weihnachtsoratoriums nahm Richard Wetz zwei Jahre lang in Anspruch. Am Schluss der gedruckten Partitur findet sich der Eintrag: Komponiert vom 12. April 1927 bis 22. April 1929. Diese ziemlich lange Zeitspanne war nicht nur durch die großformatige Anlage des Werkes selbst bedingt, sondern auch durch die umfangreiche Lehrtätigkeit des Komponisten an der Weimarer Musikhochschule, die ihn immer wieder zwang, die Arbeit an seinem Projekt zu vertagen. 
Offenbar wollte Wetz mit dem Weihnachtsoratorium ein Gegenstück zu seinem 1925 vollendeten Requiem schaffen. Wie dieses ist auch das Weihnachtsoratorium als Konzertwerk konzipiert und nicht als Musik für den Gottesdienst. Wie bereits der Titel zeigt, stützt es sich nicht auf Bibelworte, sondern auf geistliche Gedichte der älteren deutschen Literatur, die der Komponist zu einem homogenen Ganzen zusammenfügte. 
Zum Oratorium äußerte sich Wetz kurz vor Kompositionsbeginn am 6. Februar 1927 in einem Brief: "Auf diesem Gebiete habe ich nur einen zu fürchten, freilich den gewaltigen Johann Sebastian Bach. Aber ich denke gar nicht daran, ihm auch nur an die Seite und in seine Nähe zu treten, wie ich ja auch im 'Requiem' mich ganz fern von Mozart gehalten habe. Die andern Weihnachts-Komponisten will ich schon auf mich nehmen [...]"
Die Uraufführung des Weihnachtsoratoriums dirigierte der Komponist selbst am 3. Dezember 1929 in der Erfurter Predigerkirche. In den folgenden Jahren wurde das Werk mit einiger Regelmäßigkeit in verschiedenen deutschen Städten aufgeführt, verschwand aber nach 1945 schnell von den Spielplänen. Vermutlich zum letzten Mal im 20. Jahrhundert erklang es am 2. Dezember 1962 in Bielefeld. 2007 und 2010 fanden in Erfurt sowie 2014 durch den Monteverdichor in Würzburg Wiederaufführungen statt.

## Besetzung
Sopran-Solo, Bariton-Solo, gemischter Chor (Sopran, Alt, Tenor, Bass), 3 Flöten, 2 Oboen, Englischhorn, 2 Klarinetten, Bassklarinette, 2 Fagotte, 4 Hörner in F, 3 Trompeten in B, 3 Posaunen, Basstuba, 3 Pauken, Becken, Glockenspiel, Violinen I und II, Bratschen, Violoncelli, Kontrabässe.

## Das Werk
Wetz gliederte sein Oratorium in drei durchkomponierte Großabschnitte. Das Werk, das der Komponist dem Andenken seiner Eltern widmete, ist sinfonisch angelegt und dem Orchester fällt ein wesentlicher Anteil am musikalischen Geschehen zu. Die Spieldauer beträgt ungefähr 80 Minuten. 

### Teil 1: Erwartung und Verkündigung
Der erste Teil beginnt ruhig zart und sehnsuchtsvoll mit einem fugierten Orchestervorspiel in e-Moll, das in die Anrufung „O Heiland reiß’ den Himmel auf“ durch den Chor mündet. Ein sehr ruhiges Solo des Baritons „Kommst du, kommst du, Licht der Heiden“ schließt sich an. Als zentrale Tonart wird bald B-Dur etabliert. Die der Verkündigung Mariae gewidmeten Episoden sind dem Frauenchor und den beiden Solostimmen zugeteilt und enden in gehaltenen Choreinwürfen „Kyrieleis“. Mit einem Chor „Komm Herr Gott, du höchster Hort“ findet der erste Teil seinen festlichen Abschluss.

### Teil 2: Die Geburt Christi
Ein fließend bewegtes Orchestervorspiel eröffnet den zweiten Teil. Das einleitende d-Moll weicht in der folgenden Erzählung über die Flucht Marias und Josephs nach Ägypten zunächst C-Dur. Die Geburt Jesu steht in H-Dur. Ruhig und andachtsvoll schließen sich die Frauenstimmen mit „Gott, dem der Erdenkreis zu klein“ an. Einem ruhigen Sopran-Solo zu „Da Christ geboren war, freut sich der Engel Schar“ folgt ein jubelnder Chor „Preis sei Gott, dem höchsten Gut“. Sopran- und Bariton-Solo rufen die Hirten zusammen. Deren Andacht schildert ein als Hirtenmusik gekennzeichnetes Orchesterzwischenspiel. Der Chor preist das Jesuskind sehr ruhig mit den Worten „Du heilig Kind, wir grüßen dich“. Im Anschluss folgen ein Frauenchor „Christkindle, komm doch zu uns herein“ (Gemächlich bewegt, B-Dur) und ein Chor „Wir singen dir Immanuel“ (Freudig bewegt, F-Dur) und ein Duett der beiden Soli zu „Nun bist du hier, da liegest du“ (Ruhig, zart, h-Moll). Das Ende des zweiten Teils bestreitet eine freudig bewegte Chorfuge „Ich will dein Halleluja singen“ in F-Dur.

### Teil 3: Die heiligen drei Könige
Die beschwerliche Wanderung der heiligen drei Könige wird von einem schwer schreitenden Orchestervorspiel in b-Moll eingeleitet, bevor Bariton-Solo und Chor sie in Worten schildern. Es schließen sich Lobpreisungsgesänge durch die beiden Soli, einen kleinen Frauenchor und letztlich den vollen Chor an. Mit einer großen Doppelfuge (Lebhaft und feurig) über die Worte „Alles was aus Gott geboren, ist zum Siegen auserkoren, Halleluja“ klingt das Weihnachtsoratorium in C-Dur aus.

## Aufnahme
- Marietta Zumbült (Sopran), Máté Sólyom-Nagy (Bariton), Dombergchor Erfurt, Philharmonischer Chor Erfurt, Thüringisches Kammerorchester Weimar, Dirigent: George Alexander Albrecht, 2011, cpo